# Eufrosina Castamonitissa
Eufrosina Castamonitissa (fl. XII secolo) è stata una nobile bizantina della dinastia dei Castamoniti, era la moglie di Andronico Ducas Angelo (cugino della dinastia imperiale dei Comneni) e madre dei due futuri imperatori bizantini della famiglia Angelo: Isacco II Angelo e Alessio III Angelo.

## Durante il regno di Manuele I Comneno
Eufrosina e Andronico si sposarono intorno al 1150 ed ebbero otto figli, sei maschi e due femmine. Intorno al 1179 o 1180 Andronico tentò di annullare il suo matrimonio legale con Eufrosina, per sposare un'altra donna di cui si era innamorato. I piani matrimoniali di Andronico fallirono anche a causa dell'intervento dell'imperatore Manuele I Comneno a sostegno di Eufrosina. Anche un sinodo ecclesiastico chiamato a risolvere la questione e si pronunciò a favore di Eufrosina.

## Durante il regno di Andronico I Comneno
Durante il regno dell'imperatore Andronico I Comneno i membri della sua famiglia si ribellarono contro di lui, ma il complotto fu scoperto. Mentre la maggior parte dei cospiratori furono catturati e accecati dall'imperatore, Andronico e i suoi figli riuscirono a fuggire in nave.
Nel 1185, anche suo figlio Isacco si ribellò e si barricò insieme ad altri dietro le forti mura della città di Nicea in Asia Minore. Per spezzare il morale degli assediati Andronico portò Eufrosina da Costantinopoli e la mise in cima ad un ariete. Niceta Coniata menziona che fu quasi un miracolo che non morì per la paura di questa azione. Tuttavia i difensori continuarono a lanciare dardi verso gli uomini di Andronico, ma furono molto attenti a non colpire il corpo esposto di Eufrosina. I niceani alla fine bruciarono le macchine d'assedio di Andronico, salvarono Eufrosina e la portarono al sicuro all'interno delle mura della città tirandola su con una corda.

## Durante il regno di Isacco II Angelo
Eufrosina discendeva da una famiglia di funzionari imperiali che aiutò suo figlio Isacco a stabilire il suo dominio dopo la caduta di Andronico I Comneno nel 1185 grazie alla ribellione del popolo di Costantinopoli. Teodoro Castamonite, suo fratello, divenne l'onnipotente primo ministro di Isacco.
Eufrosina ebbe la fortuna di vedere suo figlio come imperatore per un anno. Nel 1186 accompagnò suo figlio Isacco nella sua campagna contro il governatore di Dyrrachion che si era ribellato al trono imperiale. L'imperatore assediò e prese d'assalto la città ma Eufrosina morì durante il suo ritorno a Costantinopoli.